# Kunica
Kunica (niem. Sauenwerder) – kolonia w Polsce położona w województwie zachodniopomorskim, w powiecie choszczeńskim, w gminie Bierzwnik. W latach 1975–1998 miejscowość administracyjnie należała do województwa gorzowskiego. W roku 2007 kolonia liczyła 9 mieszkańców. Miejscowość wchodzi w skład sołectwa Breń.

## Geografia
Kolonia leży ok. 3 km na północny wschód od Brenia. 